# Gustav Jäger
Gustav Jäger (23. června 1832 Bürg, Württembersko – 13. května 1917 Stuttgart, Württembersko), současníky přezdívaný Woll-Jäger (vlněný Jäger), byl württemberský (německý) všestranný biolog, entomolog specializovaný na brouky, lékař, hygienik, fyziolog a antropolog. Zabýval se též filosofickými aspekty biologie, darwinismem a genetikou. Proslavil se zejména jako propagátor vlněného spodního prádla a oděvů z živočišných materiálů, na jeho myšlenkách byla v Anglii založena oděvní firma Jaeger, která funguje doposud.

## Životopis
Narodil se v Kirchburgu nad Jagstem ve Württembersku jako nejmladší ze šesti dětí německého národopisce a protestantského faráře Karla Friedricha Jaegra, rovněž dědeček byl farářem. Gustavův bratr Otto Jäger se stal známým pedagogem a tělovýchovným spisovatelem, profesorem filosofie a pedagogiky. Dětství prožil Gustav na otcově faře. Roku 1841 se rodina přestěhovala, protože otec byl přeložen na faru v Münchingenu. Roku 1842 otec zemřel a matka se s dětmi přestěhovala nejprve na zámeček Harling, později do Markgröningenu.
Gustav pak pobýval v semináři v Urachu a v teologickém ústavu v Tübingenu. V Tübingenu následně vystudoval i přírodovědu a lékařství. Během studia bydlel ve viničním domku, kde preparoval obojživelníky, ptáky a drobné savce za účelem anatomických výzkumů.
20. prosince 1860 se v Sondelfingenu stala jeho ženou Selma Johanna Krais (11. prosince 1835 – 5. února 1907), která rovněž pocházela z farářské rodiny. Měli spolu 9 dětí, z nichž se 6 dožilo dospělosti: Max Julius (* 1861), Theodora Johanna (*1862), Sophia Elisabeth (* 1864), Franz (* 1867), Clara Emma (* 1870) a Gustav Julius (* 1873).
Na přelomu 50. a 60. let působil jako hofmajstr (vychovatel, správce) v jedné průmyslnické rodině ve Vídni. Stal se docentem zoologie ve Vídni. Jakožto protestant však narazil v katolickém Rakousku na kariérní strop, vyšší vědecké funkce mu nebyly přístupné. Uvažoval nejprve o zřízení veřejného mořského akvária, roku 1864 otevřel ve vídeňském Prátru první „biologickou zvířecí zahradu“, vědecky pojatou zoologickou zahradu a vydával „Zoologické listy“, v nichž se projevil jako jeden z prvních a nejaktivnějších přívrženců Darwina.
Prusko-rakouská válka roku 1866 ukončila jeho působení ve Vídni a Jäger se s rodinou vrátil do Stuttgartu, kde se dále zabýval autorskou činností. Od roku 1867 začal opět získávat různé učitelské závazky. Roku 1868 byl jmenován profesorem zoologie a fyziologie na Zemědělské akademii v Hohenheimu, následně se stal učitelem zoologie a antropologie na polytechnice ve Stuttgartu a profesorem fyziologie na veterinární škole. Pedagogické činnosti se věnoval až do roku 1884.

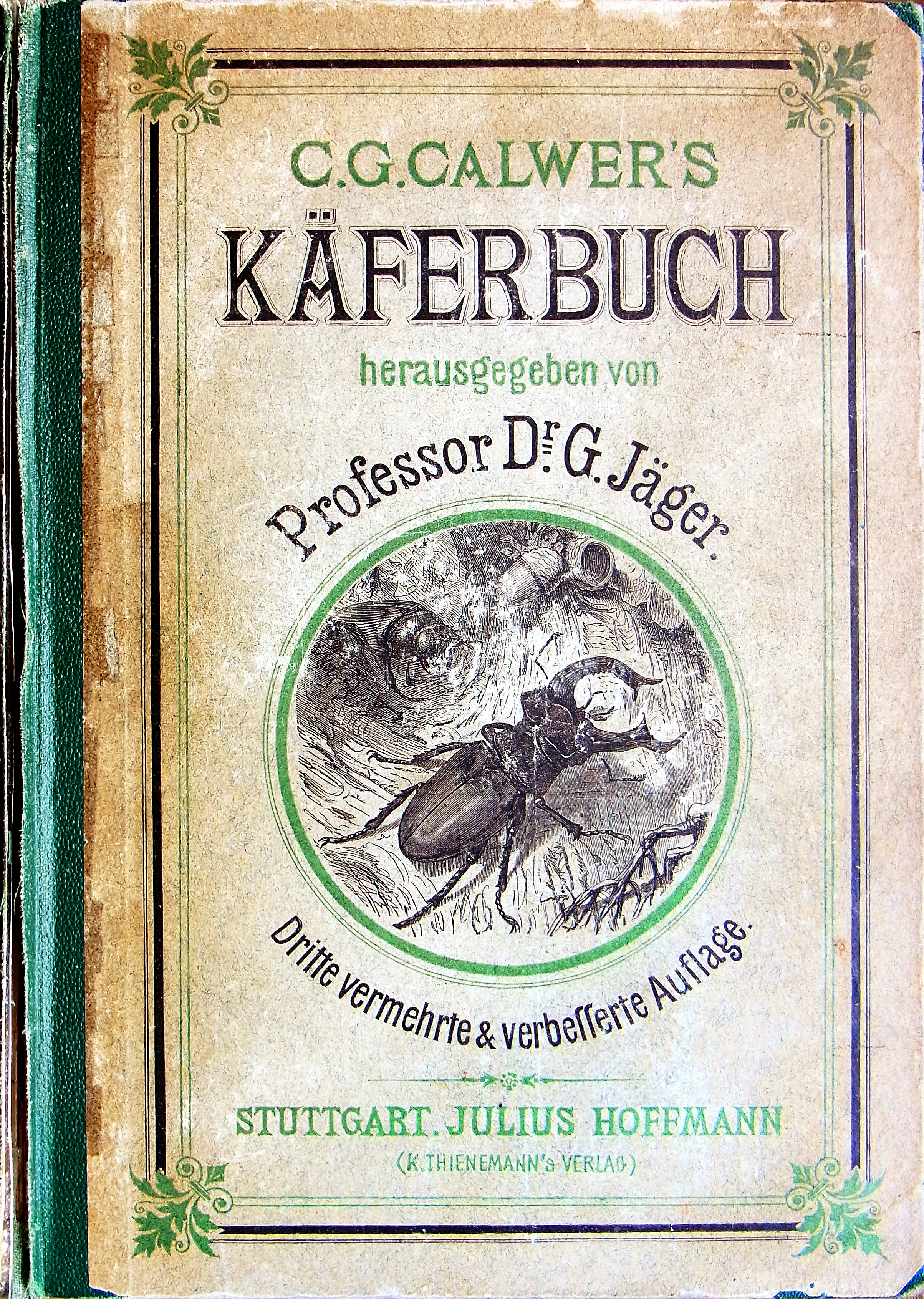
Kniha Käferbuch – Naturgeschichte der Käfer Europas

Napsal různé práce týkající se biologických témat. Roku 1869 napsal Die Darwinsche Theorie und ihre Stellung zu Moral und Religion (Darwinistická teorie a její vztah k morálce a náboženství), v letech 1871–1878 Lehrbuch der allgemeinen Zoologie (Učebnici všeobecné zoologie), též knihu „Leben im Wasser“ (Život ve vodě) a „Deutschlands Tierwelt“ (Německý svět zvířat). V roce 1878 Die Entdeckung der Seele (Objev/odhalení duše), v němž jako jeden z prvních významnějších autorů převzal Kertbenyho termíny homosexualita a heterosexualita, pocházející z konce 60. let. Roku 1878 rovněž vydal „Menschliche Arbeitskraft“ (Lidská pracovní síla).
Byl velmi aktivním entomologem specializovaným na brouky, zejména na čeledi krascovití a vrubounovití. Společně s Karlem Gustavem Calwerem napsal Käferbuch – Naturgeschichte der Käfer Europas (Kniha brouků – Dějiny evropských brouků). Tato práce byla velmi populární a do roku 1916 vycházela v opakovaných reprintech. Jeho sbírka brouků je umístěna v přírodovědném muzeu ve Stuttgartu.
Roku 1876 zveřejnil hypotézu vysvětlení dědičnosti, podobnou teorii, jakou později zpracoval August Weismann. Tato teorie používala pojem germplazmy (zárodečné plazmy) a vychází z efektu, že zárodečná protoplazma předává své specifické vlastnosti z generace na generaci, přičemž se dělí na ontogenetickou část, z nichž vzniká jedinec, a fylogenetickou část, která je určena k vytváření reprodukčního materiálu dospělého potomstva.
Roku 1884 zanechal pedagogické činnosti a otevřel si lékařskou praxi ve Stuttgartu.
Ve Stuttgartu obýval se svou početnou rodinou velkou usedlost na Hegelstraße. Kromě obytného domu se na jeho pozemku nacházela vila s kuželnou, zahradní dům, kůlna a zábavní park. V roce 1902 navíc získal usedlost s lesem a loukami v Karnsbergu u Murrhardtu, který nechal zdokonalit a pak tam rodina trávila letní měsíce. Po smrti manželky Selmy v únoru 1907 se v roce 1908 podruhé oženil, vzal si Helene Müller (1864–1942), která byla mladší nejen než Jäger sám, ale i než některé z jeho dětí. Jäger zemřel v 84 letech. Tři z jeho synů byli lékaři a pokračovali v jeho práci.

## Normální oblečení (Normalkleidung)
Koncem 60. let prováděl Jäger výzkumy v oblasti hygieny a péče o zdraví, týkající se významu a důležitosti aromatických látek. Společně se svým bratrem, pedagogem a propagátorem tělovýchovy Otto Jägrem, zkoumali vliv tělesného cvičení na tělo. Přitom zaměřovali pozornost zejména na souvislost mezi hlavní činností a zvyšováním výkonnosti. Došel rovněž k závěru, že vlna má na lidskou kůži lepší vliv než rostlinná vlákna. Výzkumy závislosti procesu látkové přeměny na oblečení patřily k Jägerovým ústředním dílům; v letech 1881–1884 mu zabraly tolik času, že kvůli nim zanechal veškeré výukové činnosti. V roce 1880 napsal spis Die Normalkleidung als Gesundheitsschutz (Normální oblečení jako ochrana zdraví), v němž obhajuje nošení surových vlněných materiálů přímo na kůži, a odmítal zvláště používání rostlinných vláken pro oděvy. Jägerem propagované pánské Normalkleidung sestávalo z prodyšných vlněných částí. O takovém oblečení nejen publikoval, ale od roku 1879 je nechal ve stuttgartské pletařské továrně Wilhelm Benger & Söhne i vyrábět.
Jäger tak patřil k průkopníkům soudobého hnutí oděvní reformy, která na přelomu 18. a 19. století tradiční oděvy nahrazovala moderními a pohodlnými sportovními oděvy. Německá biologie byla úzce provázána s filosofií a s širokým proudem naturisticky zaměřeného společenského reformního hnutí (Lebensreform), k němuž reforma oblékání patřila. Jäger byl rovněž ovlivněn myšlenkami antroposofie, k nimž se hlásil. Propagoval také názor, že vojenská výchova prospívá zdraví a výkonnosti jednotlivců i společnosti, a militarismus považoval za školu zdraví lidu. Mezi Jägerovy horlivé příznivce patři stuttgartský průmyslník a vynálezce Robert Bosch, zakladatel známé firmy Bosch, který po desetiletí nosil jen Jägerovo „normální oblečení“.
V Anglii Jägerovo oblečení propagoval Oscar Wilde. Vlněné spodní prádlo doporučované Jägerem si vzal za vzor britský podnikatel Lewis Tomalin, který v Anglii publikoval a popularizoval Jägerovo učení a roku 1884 otevřel v Londýně prodejnu „Dr Jaeger’s Sanitary Woollen System“. V roce 1890 tato firma nabízela kolem 50 druhů vlněného zboží, od spodního prádla až po kapesníky či závěsy. Oděvní značka Jaeger existuje na trhu dosud. V roce 1890 nosil vlněné pletené oblečení George Bernard Shaw, využívali je i polárníci (například Fridtjof Nansen) i cestovatelé do Afriky. Byly používány rovněž další materiály živočišného původu jako merino (jemná ovčí vlna), kašmír, vlna lamy alpaky, vikuňa, velbloudí srst atd.
Po první světové válce v Německu oblíbenost „Normalkleidung“ značně ochabla, v Anglii nikoliv. Anglická firma Jaeger má kolem 60 prodejen a 14 továren ve Velké Británii a vlastní stádo ovcí v Austrálii.
Jäger sám si svým aktivismem zasloužil u současníků přezdívku Woll-Jäger (vlněný Jäger).
V češtině se paradoxně říká jégrovky spodnímu prádlu z Jägerem odmítané bavlny. Tento název však pochází od pletárny Gustav Jäger, kterou založil Jägerův sudetský jmenovec Gustav Adolf Jäger (1851–1927) v Krásném Buku u Krásné Lípy roku 1877 (tedy 2 roky před tím, než se ve Stuttgartu začalo vyrábět Normalkleidung podle würtemberského Gustava Jägera).

## Ocenění, hodnocení

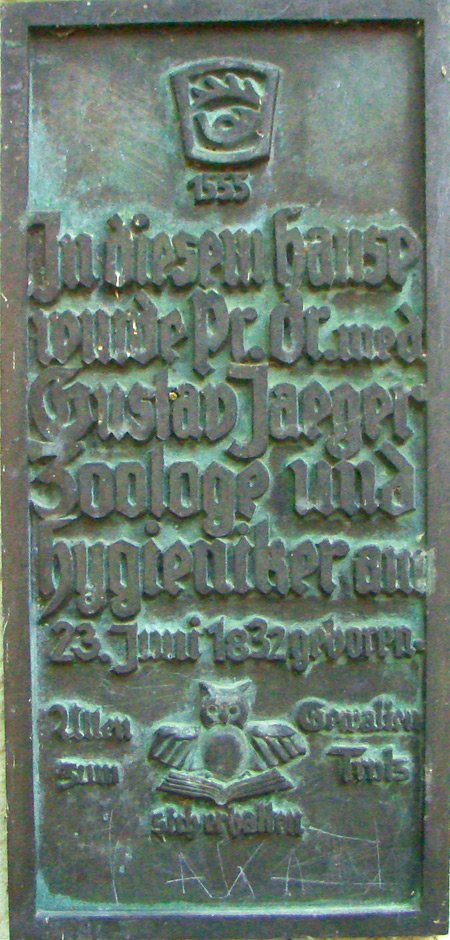
Pamětní deska na Jägerově rodném domě v Bürgu

Jägerovi udělil württemberský král za všeobecné zásluhy o průmysl a obchod velkou zlatou medaili. Bylo mu uděleno čestné občanství v jeho rodišti Bürgu i v Murrhardtu, kde měl letní sídlo. V Murrhardtu po něm byla pojmenována i ulice.
Kulturní historik Max von Boehn roku 1918 napsal s trochou ironie: Jäger chtěl dojít k poznatku, že člověk neustále vylučuje dvě protikladné látky, a to jednu příjemně vonící látku štěstí a jednu nepříjemně zapáchající látku strachu. Nyní se rozhodl, že by mělo oblečení, zejména spodní prádlo, zajistit správnou rovnováhu obou těchto látek. Mělo by vytvořit tělesné vlastnosti, při kterých je vytvářeno co nejméně látky strachu a co nejvíce látky štěstí. Věřil, že nošením vlněného prádla a vlněného šatstva bude možné dosáhnout, a toho dosáhl, opíraje se o vlastní objevy, celého systému „normálního oblečení“. (…) Jím zavedená Jägerova uniforma se stala módní záležitostí odolnou proti počasí, afektům i nákaze. Shledal dvouřadý württemberský vojenský kabát tím nejzdravějším, zároveň otužujícím i chránícím oděvem pro muže. (…) Jeho reformní návrh ženského oblečení: vlněná košile, vlněné punčochy, podvlékačky a spodnička z flanelu, bez korzetu, k tomu svrchní oděv z vlny, až ke krku uzavřený (…)